# Agriotes oxianus
Agriotes oxianus is een keversoort uit de familie kniptorren (Elateridae). De wetenschappelijke naam van de soort is voor het eerst geldig gepubliceerd in 1970 door Iablokoff-Khnzorian.